# Стара Вісла (Мальборський повіт)
Стара Вісла (пол. Stara Wisła, нім. Altweichsel) — село в Польщі, у гміні Мілорадз Мальборського повіту Поморського воєводства.
Населення — 38 осіб (2011).
У 1975-1998 роках село належало до Ельблонзького воєводства.

## Демографія
Демографічна структура станом на 31 березня 2011 року:
|          | Загалом | Допрацездатний вік | Працездатний вік | Постпрацездатний вік |
| -------- | ------- | ------------------ | ---------------- | -------------------- |
| Чоловіки | 17      | 4                  | 12               | 1                    |
| Жінки    | 21      | 8                  | 9                | 4                    |
| Разом    | 38      | 12                 | 21               | 5                    |